# Música celta

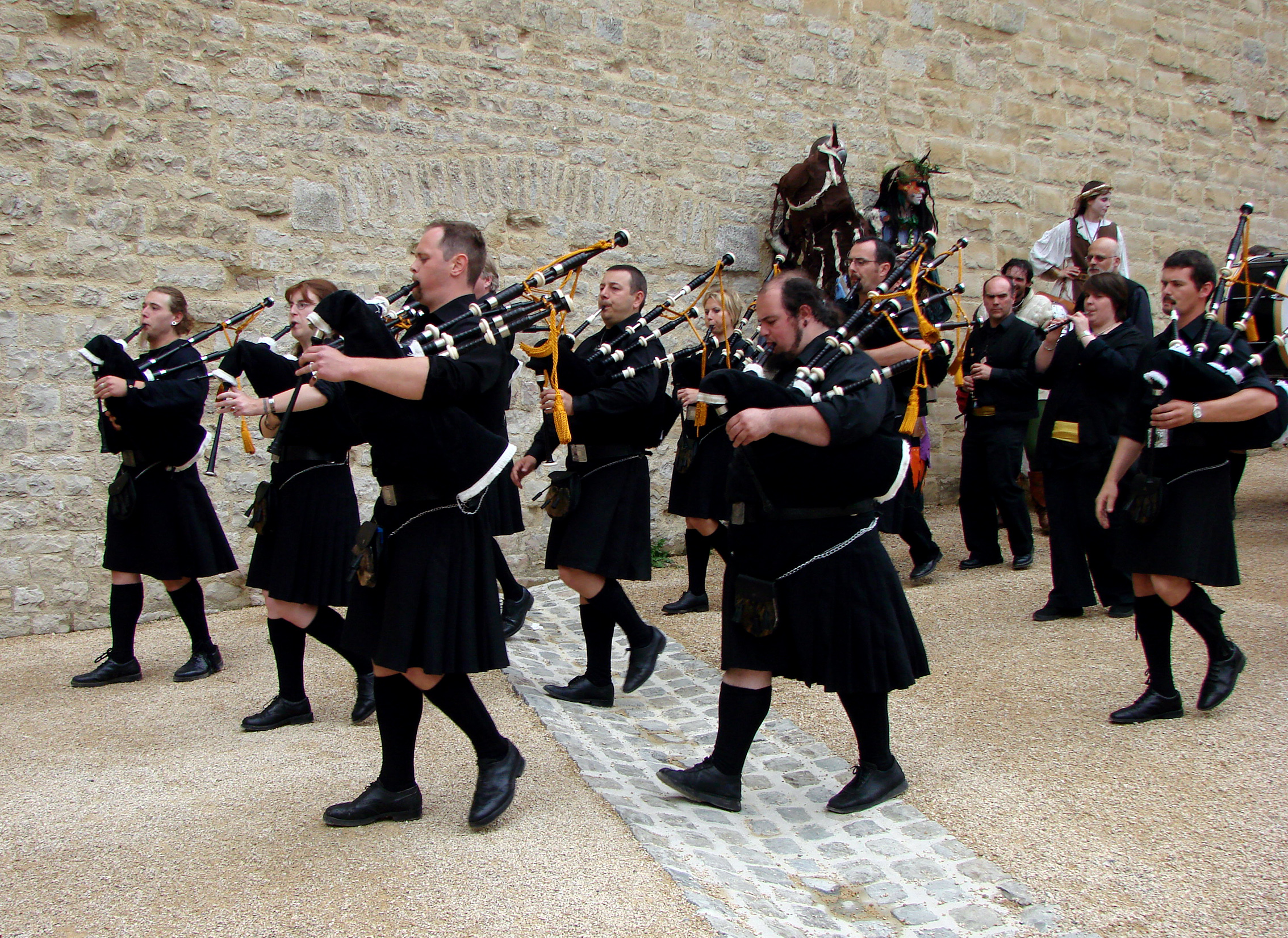
Banda de gaites.

Nacions celtes. Blau, Escòcia. Verd, Irlanda. Roig, Illa de Man. Morat, Bretanya. Taronja, Cornualla. Groc, Gal·les.

Música celta és el terme utilitzat per a descriure un ampli grup de gèneres musicals que parteixen de la tradició musical popular dels pobles considerats de tradició celta d'Europa Occidental. Com a tal, no existeix un cos musical real que pugui ser descrit com celta, però el terme serveix per unificar tant músiques estrictament tradicionals de determinades regions geogràfiques, com un tipus de música contemporània d'arrel folklòrica amb un mateix origen etnològic i musical.
El terme significa principalment dues coses: en primer lloc és la música dels pobles que s'autodenominen celtes, a diferència de, per exemple, la música francesa o la música anglesa, definides per existir dins d'unes fronteres polítiques clares. En segon lloc, es refereix a les característiques que serien exclusives de la música de les anomenades nacions celtes. Alguns, com Geoff Wallis i Sue Wilson en la seva obra The Rough Guide to Irish Music, insisteixen que moltes de les tradicions agrupades en l'etiqueta "celta" són ostensiblement diferents entre si (per exemple, la gaèlica i la bretona) i en realitat tenen res o poc en comú. D'altres, sobretot músics com Alan Stivell, diuen que sí que ho tenen, en concordança amb estudis més antics.
Sovint, per la seua àmplia difusió, el terme "música celta" s'aplica a la música d'Irlanda i Escòcia, ja que ambdós llocs han produït estils ben coneguts que comparteixen molts i evidents trets comuns, tant en el musical com en el lingüístic (cultura gaèlica). No obstant això, és notable que els músics tradicionals irlandesos i escocesos eviten el terme música celta, excepte quan es veuen obligats a això per les necessitats del mercat, i quan es produeixen en festivals de música celta fora de les seves fronteres. La definició es complica encara més pel fet que la independència va permetre a Irlanda promocionar la música celta com un producte específicament irlandès, quedant així difuminats els seus llaços musicals amb la veïna Escòcia (llaços que han estat en gran part restablerts pels músics moderns). Escocesos i irlandesos, encara que diferents i separats en el polític, comparteixen una mateixa ascendència cultural i, per tant, pot parlar d'un patrimoni musical celta (o gaèlic) comú a tots dos.
Aquests estils gaèlics gaudeixen de renom internacional a causa de la influència d'irlandesos i escocesos en el món de parla anglesa, especialment als Estats Units, on van tenir un profund impacte en músiques americanes com el bluegrass i el country.

## Divisions
En el llibre "Celtic Music: A Complete Guide", June Skinner Sawyers reconeix sis nacions celtes dividides en dos grups en funció del seu patrimoni lingüístic: 
- El grup dels Q-Cèltics són els irlandesos, escocesos i manesos.
- El grup dels P-Cèltics són els que provenen de Cornualla, Bretanya i Gal·les.

El músic Alan Stivell utilitza una dicotomia similar entre les branques goidèlica (irlandès, gaèlic escocès i manx) i britònica (bretó, gal·lès i còrnic), que es diferencien "sobretot per un rang estès (algunes vegades més de dues octaves) de les melodies irlandeses i escoceses i el rang tancat de les melodies bretones i gal·leses (sovint reduït a mitja octava), i pel freqüent ús de l'escala pentatònica pura en la música gaèlica".

## Formes

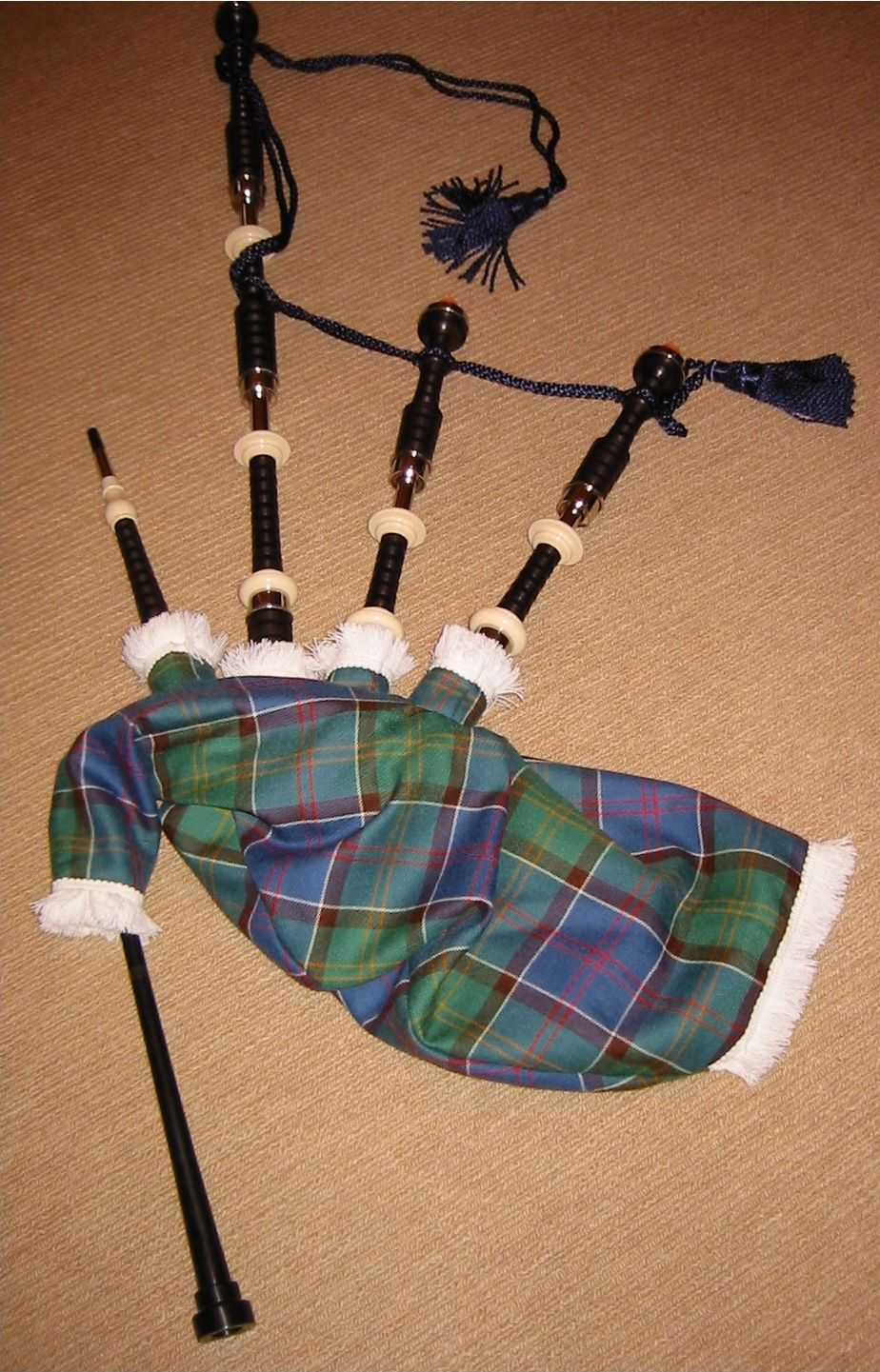
Típica gaita escocesa.

La identificació de característiques comunes en la música celta és problemàtica. La majoria de les formes musicals populars avui considerades com característicament celtes van ser (i sovint continuen sent) comunes a molts altres llocs d'Europa Occidental. Existeix un debat sobre si les gigues irlandeses van ser adaptades de la giga italiana, forma típica de l'era barroca, per exemple, mentre que la polca té l'origen en la tradició txeca i polonesa.
Hi ha gèneres i estils musicals propis de cada país celta a causa de les tradicions individuals de cant i a les característiques dels seus llenguatges específics. Els Strathspeys són específics de les terres altes d'Escòcia, per exemple, i alguns han teoritzat que els seus ritmes imiten els de la llengua escocesa.

## Instruments
Els instruments bàsics usualment emprats en la composició i interpretació de música celta són la gaita, el bodhrán, el violí, el tin i low whistle i/o la flauta travessera irlandesa.